# Zuidpoort (Sluis)

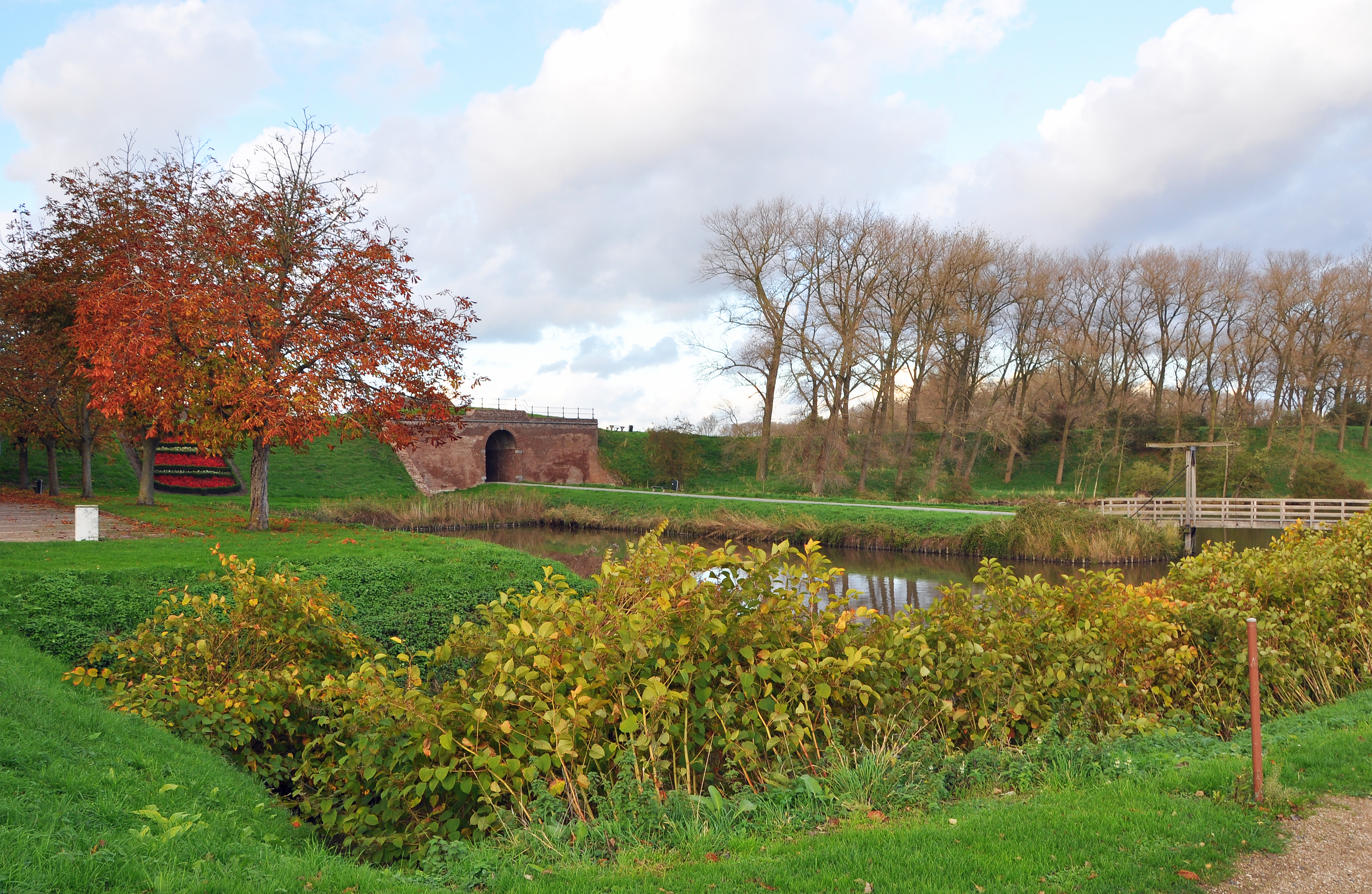
De Zuidpoort

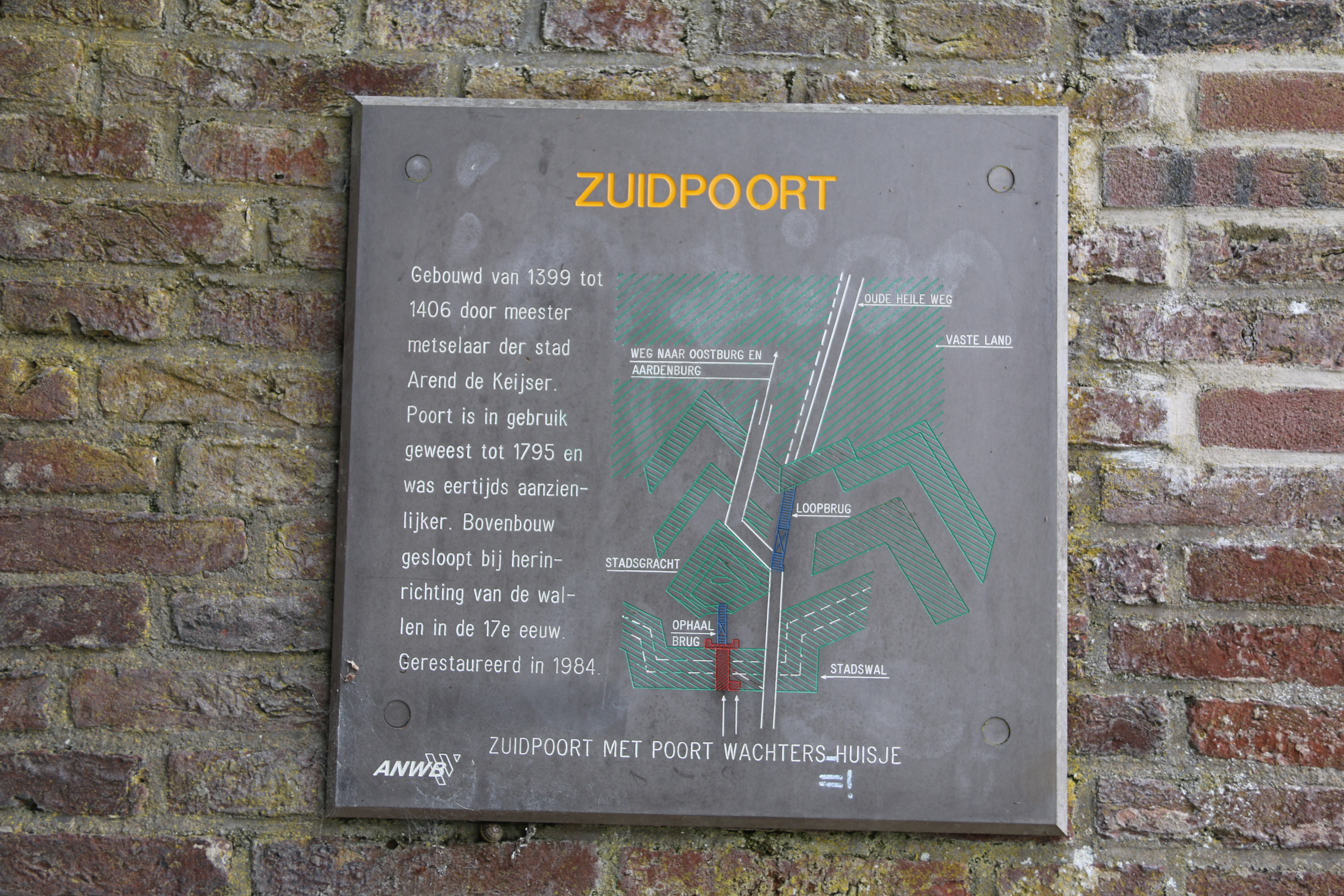

De Zuidpoort is een stadspoort in de Wallen van Sluis in de Zeeuws-Vlaamse stad Sluis. De oudste stadspoort van Sluis werd tussen 1399 en 1406 opgetrokken langs de weg naar Aardenburg door metselaar Arend de Keijser.
De poort werd gebruikt tot 1795. In de 17de eeuw werd het bovenste deel gesloopt. In 1984 werd de poort gerestaureerd.